# ФК «Десна» в сезоне 2018/2019
Сезон 2018/19 — первый сезон для черниговской «Десны» в украинской Премьер-лиге, а также 54-й сезон в истории клуба.

## Перед началом сезона
Предыдущий сезон «Десна» завершила на 3-м месте в Первой лиге и по результатам матчей плей-офф за право играть в Премьер-лиге добилась повышения в классе. Среди целей команды на дебютный сезон в высшем дивизионе украинского футбола президент «Десны» Владимир Левин назвал попадание в первую пятёрку и борьбу за выход в еврокубки. Он также анонсировал значительное увеличение финансирования клуба: «В прошлом сезоне бюджет „Десны“ был самым высоким среди всех клубов Первой лиги, а с выходом в УПЛ он станет ещё больше. Если говорить о цифрах, то бюджет увеличится примерно в 10 раз».
Первым трансфером команды в новом сезоне стал переход вратаря Евгения Паста из кропивницкой «Звезды», с которым был подписан контракт сроком на 2 года. 12 июня был заключён двухлетний контракт с центральным защитником «Александрии» Андреем Гитченко, уже выступавшим за «Десну» в 2010 году. Оба новичка черниговской команды по итогам завершившегося сезона вошли в символическую сборную Премьер-лиги по версии сайта Террикон. 15 июня было объявлено о переходе защитника Сергея Люльки из одесского «Черноморца». Соглашение игрока с «Десной» рассчитано на два года. После непродолжительного выступления за «Звезду» из родного Кропивницкого в команду вернулся защитник Антон Братков, подписавший контракт на 1 год. 22 июня появилась информация о возвращении в Чернигов полузащитника Сергея Старенького, который играл за «Десну» в 2008—2010 годах, а в последних сезонах был одним из лидеров «Александрии» в Премьер-лиге. Старенький заключил с «Десной» контракт сроком на 1 год. После выступлений за «Мариуполь» и донецкий «Олимпик» в команду вернулся полузащитник Руслан Кисиль. Действие соглашения с атакующим игроком рассчитано до конца сезона. 24 июня первый профессиональный контракт с «Десной» подписал воспитанник клуба Евгений Белич. 17-летний полузащитник ранее выступал на уровне ДЮФЛ и вызывался в юношескую сборную Украины. Помимо «Десны», в летнее межсезонье интерес к футболисту также проявлял немецкий «Кёльн». Из расформированной перед стартом в УПЛ «Полтавы» был приглашён нападающий Александр Ковпак, имеющий опыт выступлений за сборную Украины. 11 июля трёхлетний контракт с «Десной» заключил нападающий Дмитрий Хлёбас, который летом прекратил сотрудничество с киевским «Динамо». Накануне дебютного матча в УПЛ состав команды пополнили два молодых игрока. Полузащитник Андрей Якимив ранее выступал в Премьер-лиге за каменскую «Сталь», а нападающий Александр Шарило, прошедший школу черниговской «Юности» и киевского «Динамо» — за молодёжный состав «Ворсклы».
Перед началом сезона клуб продолжил сотрудничество с несколькими футболистами, у которых завершились контракты. Вратарь Игорь Литовка и нападающий Александр Филиппов подписали новые соглашения сроком на 2 года, полузащитник Андрей Мостовой — на 1 год. Арендное соглашение с воспитанником черниговского футбола Денисом Безбородько, контракт которого принадлежит «Шахтёру», было продлено на 1 год.

## Предсезонные товарищеские матчи
Команда вышла из отпуска 24 июня 2018 года. Первый этап предсезонной подготовки был проведён в Чернигове. 28 июня на стадионе имени Юрия Гагарина команда провела контрольный матч с донецким «Олимпиком», проиграв со счётом 0:1. Следующим соперником в рамках подготовки к сезону стала киевская «Оболонь-Бровар», игра с которой завершилась вничью с результатом 1:1. В заключительном матче на первом сборе «Десна» обыграла ковалёвский «Колос» со счётом 3:2.
На второй учебно-тренировочный сбор команда отправилась в Полтаву, где прошла подготовку на базе одноимённого клуба. С ничейным результатом завершились товарищеские встречи с харьковским «Металлистом 1925» (0:0) и «Днепром-1» (2:2), после чего со счётом 3:1 были обыграны «Сумы». Подготовка к новому сезону завершилась товарищеским матчем с бронзовым призёром чемпионата Украины полтавской «Ворсклой», в котором «Десна» одержала победу со счётом 1:0.
| 28 июня 2018 Товарищеский матч | Десна | 0:1     | Олимпик | Чернигов                                   |
| 16:00 |       | (отчёт) |         | Стадион: им. Юрия Гагарина Зрителей: 1 000 |
| Десна: 1 тайм: Литовка, Люлька, Гитченко, Братков, Мостовой, Д. Фаворов , Огиря, Волков, А. Фаворов, Старенький, Филиппов · 2 тайм: Паст, Жук, Головко, Парамонов, Слинкин, Ермаков, Галенков, Кисиль, Бовтрук 77' (Ковпак 77'), Банасевич 82' (Мельник 82'), Безбородько |       |         |         |                                            |

| 3 июля 2018 Товарищеский матч | Десна                 | 1:1     | Оболонь-Бровар       | Чернигов                   |
| 16:00 | Д. Фаворов 57′ (пен.) | (отчёт) | Сидоренко 22′ (авт.) | Стадион: им. Юрия Гагарина |
| Десна: 1 тайм: Махновский, Люлька 16' (Ермаков 16'), Сидоренко, Гадрани, Мостовой , Коберидзе, Галенков, Бовтрук, Банасевич, Филиппов, Безбородько 42' (Кисиль 42') · 2 тайм: Мелашенко, Д. Фаворов , Братков, Ермаков 72' (Белич 72'), Слинкин, Огиря, Старенький, А. Фаворов, Кисиль 59' (Головко 59'), Волков, Ковпак |                       |         |                      |                            |

| 4 июля 2018 Товарищеский матч | Десна                                        | 3:2     | Колос                             | Чернигов                                 |
| 15:00 | Мостовой 31′ · А. Фаворов 39′ · Галенков 75′ | (отчёт) | Дорошенко 49′ (пен.) · Зуевич 88′ | Стадион: им. Юрия Гагарина Зрителей: 300 |
| Десна: 1 тайм: Литовка, Д. Фаворов , Головко, Гитченко, Мостовой, Огиря, Банасевич, А. Фаворов, Волков, Филиппов, Ковпак 2 тайм: Паст, Жук, Сидоренко, Гадрани, Слинкин, Коберидзе, Ермаков, Старенький, Бовтрук, Галенков, Безбородько |                                              |         |                                   |                                          |

| 9 июля 2018 Товарищеский матч | Десна | 0:0     | Металлист 1925 | Полтава                                             |
| 17:00 |       | (отчёт) |                | Стадион: Локомотив Зрителей: 60 Судья: Денис Сердюк |
| Десна: 1 тайм: Махновский, Люлька, Головко, Братков, Слинкин, Огиря, Коберидзе, Волков , Старенький, Филиппов, Ковпак 2 тайм: Литовка, Д. Фаворов , Гитченко, Ермаков, Мостовой, Мельник, Банасевич, А. Фаворов, Кисиль, Галенков, Безбородько Остались в запасе: Паст |       |         |                |                                                     |

| 13 июля 2018 Товарищеский матч | Днепр-1                                    | 2:2     | Десна                     | Днепр                |
| 17:00 | Полевой 79′ · Кожушко 85′ · Загальский 21' | (отчёт) | Галенков 53′ · Хлёбас 60′ | Стадион: Днепр-Арена |
| Десна: Паст 71' (Махновский 71'), Люлька 71' (Д. Фаворов 71'), Гитченко 46' (Головко 46'), Братков 72' (Ермаков 72'), Мостовой 73' (Старенький 73'), Огиря 73' (Слинкин 73'), Банасевич 46' (Хлёбас 46'), Кисиль 46' (Коберидзе 46'), Волков 70' (А. Фаворов 70'), Филиппов 75' (Ковпак 75'), Безбородько 46' (Галенков 46') |                                            |         |                           |                      |

| 14 июля 2018 Товарищеский матч | Десна                            | 3:1     | Сумы       | Полтава            |
| 15:00 | Д. Фаворов · Старенький · Кисиль | (отчёт) | Рафальский | Стадион: Локомотив |
| Десна: Литовка (Паст ), Д. Фаворов (Люлька ), Головко (Мельник ), Ермаков (Братков ), Слинкин (Мостовой ), Коберидзе (Огиря ), Старенький (Волков ), А. Фаворов (Кисиль ), Галенков (Банасевич ), Ковпак (Филиппов ), Хлёбас (Безбородько ) |                                  |         |            |                    |

| 18 июля 2018 Товарищеский матч | Ворскла | 0:1     | Десна        | Полтава                      |
| 16:00                          |         | (отчёт) | Филиппов 25′ | Стадион: Лтава Зрителей: 100 |

| 13 октября 2018 Товарищеский матч | Десна                                                             | 4:0     | Колхети-1913  | Чернигов                                         |
| 16:00 | Якимив 57′ · Апхазава 60′ (авт.) · Филиппов 75′ · Безбородько 83′ | (отчёт) | · Какулиа 41' | Стадион: им. Юрия Гагарина Зрителей: 1 500—2 000 |
| Десна: Литовка, Люлька 60' (Мостовой 60'), Братков 60' (Ермаков 60'), Имереков 60' (Д. Фаворов 60'), Слинкин 60' (Гитченко 60'), Коберидзе, Банасевич 60' (Картушов 60'), Якимив 60' (А. Фаворов 60'), Волков 60' (Старенький 60'), Хлёбас 60' (Филиппов 60'), Ковпак 32' (Безбородько 32') |                                                                   |         |               |                                                  |

| 16 октября 2018 Товарищеский матч | Динамо-2 (Минск)                                         | 0:7     | Десна | Минск |
| 14:00 | Шарило · Хлёбас · Братков · Вовк · ? — (авт.) · Филиппов | (отчёт) |       |       |
| Десна: 1 тайм: Паст, Д. Фаворов , Руденко, Братков, Картушов, Огиря, Хлёбас, Якимив, Банасевич, Ковпак, Шарило 2 тайм: Литовка, Люлька, Имереков, Ермаков, Слинкин, Коберидзе, Вовк, А. Фаворов, Старенький, Филиппов, Безбородько |                                                          |         |       |       |

| 17 октября 2018 Товарищеский матч                                                                                         | Смолевичи                                    | 0:4     | Десна | Смолевичи |
| | Старенький · Хлёбас · Безбородько · Филиппов | (отчёт) |       |           |
| Десна: Стартовый состав: Паст, Люлька, Имереков, Ермаков, Слинкин, Коберидзе, Старенький, Якимив, Банасевич, Шарило, Вовк |                                              |         |       |           |

## Сезон
См. также: Чемпионат Украины по футболу 2018/2019, Кубок Украины по футболу 2018/2019

#### Июль
Дебют «Десны» в украинской Премьер-лиге состоялся на домашнем стадионе в матче против действующего чемпиона, донецкого «Шахтёра». Начало сезона пропускал ведущий футболист черниговцев Егор Картушов, который не восстановился от полученной весной травмы. «Десна» начала матч более активно, создавая моменты у ворот соперника. Итогом такой игры стал гол в ворота «Шахтёра», забитый на 14-й минуте капитаном команды Денисом Фаворовым, но отменённый из-за положения вне игры. Тем не менее, гол не был засчитан ошибочно, так как игрок «Десны» не находился в офсайде. После этих событий «Шахтёр» начал играть первым номером и на 31-й минуте открыл счёт. Автором гола стал Жуниор Мораес. Во втором тайме преимущество своей команды увеличил Марлос. После второго пропущенного мяча футболисты «Десны» создали несколько голевых моментов, однако не реализовали их, и до конца матча счёт не изменился.
Во втором туре «Десна» на выезде сыграла с «Мариуполем». На 3-й минуте Денис Фаворов выполнил передачу с фланга в штрафную площадь, где Дмитрий Хлёбас принял мяч и вторым касанием отправил мяч в сетку ворот Худжамова. На 22-й минуте Александр Филиппов на скорости прошёл по левому флангу и сделал подачу в центр на Хлёбаса, который обыграл на замахе защитника и оформил дубль. Ведя в счёте с разницей в два мяча, футболисты «Десны» отдали инициативу сопернику и перешли на контратакующую игру. На исходе первого получаса игры тренер «Мариуполя» был вынужден провести замену, выпустив на поле нападающего Фомина вместо защитника Быкова. На 59-й минуте Филиппов после сольного прохода обыграл защитника и обводящим ударом отправил мяч в дальний угол ворот. В середине второго тайма у «Мариуполя» вышел на замену 19-летний Владислав Вакула, который в течение минуты сократил разрыв в счёте, воспользовавшись цепью ошибок от обороны «Десны». Через несколько минут Вакула обыграл в штрафной троих игроков «Десны» и едва не забил второй гол, однако мяч после его удара прошёл рядом со штангой. На 78-й минуте Филиппов откликнулся на передачу Хлёбаса, убрал на замахах двух защитников и переправил мяч в ворота, установив окончательный счёт в матче — 4:1 в пользу своей команды. Дмитрий Хлёбас, отличившийся двумя голами и двумя голевыми передачами, был признан лучшим игроком тура, Александр Рябоконь — лучшим тренером.

#### Август
В третьем туре «Десна» провела домашний матч против «Александрии». Уже на 6-й минуте гости открыли счёт после дальнего удара Банады. Получив преимущество, «Александрия» перешла на игру от обороны. «Десна» владела мячом 66 % игрового времени, однако возможности для взятия ворот возникали редко. В начале второго тайма гости забили второй мяч — после розыгрыша углового отличился Бондаренко. Пройти хорошо организованную оборону «Александрии» черниговцам не удалось и матч завершился поражением «Десны» со счётом 0:2.
В четвёртом туре команда сыграла в гостевом матче против одесского «Черноморца». Игра проходила с незначительным количеством голевых моментов у обеих команд. Единственный мяч на 72-й минуте забил полузащитник «Черноморца» Евгений Смирнов после розыгрыша стандартного положения.
В пятом туре «Десна» дома принимала львовские «Карпаты». На 25-й минуте полузащитник «Десны» Максим Банасевич сместился с правого фланга в центр и пробил по воротам с дальней дистанции. Вратарь «Карпат» неудачно отбил мяч, чем воспользовался Денис Безбородько, переправив мяч в ворота. В конце первого тайма вратарь гостей неуверенно сыграл на выходе и мяч в ворота с нескольких метров отправил Денис Фаворов. В начале второго тайма «Десна» могла забивать третий гол, однако после удара Хлёбаса мяч попал в штангу. В ответной атаке отличился защитник «Карпат» Мирошниченко, который поразил ворота обводящим ударом с 20 метров. На 80-й минуте гости сравняли счёт благодаря удару головой Мегремича после подачи со штрафного.
В шестом туре команда сыграла в Запорожье против луганской «Зари». Матч начался с атак «северян», которым удалось забить быстрый гол — на 11-й минуте Сергей Старенький мощным ударом с угла штрафной отправил мяч в дальнюю девятку ворот хозяев. Игроки «Зари» пытались сравнять счёт, однако защита «Десны» уверенно справлялась с их давлением, и к 70-й минуте у хозяев отсутствовали удары в створ ворот. «Десна» же к концу встречи увеличила своё преимущество. На 73-й минуте Андрей Мостовой с центра поля сделал разрезную передачу на Безбородько, который на скорости обыграл вратаря и забил мяч в пустые ворота. На последних минутах матча Филиппов совершил рывок по левому флангу и мог довести счёт до разгромного, однако вратарь «Зари» успел выставить ногу и отбить мяч после удара нападающего. После игры Всеукраинское объединение тренеров по футболу назвало Александра Рябоконя лучшим тренером тура.

#### Сентябрь
В начале осени был расторгнут контракт с Русланом Кисилём, который летом перешёл в «Десну», однако принял участие только в 1 матче Премьер-лиги. Его место в заявке занял восстановившийся от травмы Картушов.
Домашний матч с «Олимпиком» был назначен на 14:00 и проходил при высокой температуре, что сказалось на качестве игры. На 54-й минуте один из немногих моментов в матче реализовал полузащитник гостей Дмитрий Билоног. На 76-й минуте «Десна» оказалась в меньшинстве после удаления Андрея Гитченко, и в итоге проиграла со счётом 0:1.
В восьмом туре «Десна» провела в Чернигове матч против киевского «Арсенала». На 8-й минуте счёт открыл полузащитник «северян» Артём Фаворов, замкнув головой подачу Мостового. До перерыва хозяева владели преимуществом, создав ещё несколько голевых моментов. Во втором тайме футболисты «Арсенала» выровняли игру, однако свои возможности для взятия ворот не реализовали и счёт до финального свистка не изменился.
В середине сентября в составе команды произошли изменения. Соглашение с «Десной» оформил центральный защитник Максим Имереков, последним клубом которого был кипрский «Эрмис». Покинули команду нападающий Денис Галенков, получивший приглашение из житомирского «Полесья», и защитник Александр Головко.
В девятом туре «Десна» на выезде встретилась с одним из лидеров чемпионата Украины, киевским «Динамо». В первом тайме гости преимущественно оборонялись и длительное время сохраняли свои ворота в неприкосновенности. Тем не менее, перед уходом на перерыв защитник «Динамо» Бурда вывел свою команду вперёд, точно пробив головой после навеса Цыганкова со штрафного. В начале второй половины игры нападающий «Десны» Безбородько после передачи от Картушова имел возможность сравнять счёт, но мяч после его удара попал в штангу. В дальнейшем футболисты «Динамо» имели подавляющее преимущество, создав ряд голевых моментов — с несколькими из них справился вратарь «Десны» Евгений Паст, а дальний удар Сидорчука приняла на себя штанга. На 67-й минуте давление на ворота гостей привело ко второму голу — после прострела Цыганкова отличился Вербич. На 74-й минуте счёт стал разгромным — Паст отразил два удара подряд из пределов штрафной площади, однако не смог помешать выстрелу от Кенджоры. На последних минутах игры четвёртый мяч своей команды забил Цыганков, разыграв «стеночку» с Вербичем.
В Кубке Украины «Десна» начала выступления с третьего раунда, где её соперником стал клуб из Второй лиги «Кристалл» (Херсон). Матч завершился победой «северян» со счётом 3:2, авторами голов в составе «Десны» стали Д. Фаворов, Волков и Хлёбас.

### Матчи
Победа
 Ничья
 Поражение
Время начала матчей указано украинское (UTC+2, летом — UTC+3)

#### Премьер-лига
| 25 июля 2018 1 тур | Десна             | 0:2        | Шахтёр                                                     | Чернигов                                                          |
| 19:00 | · Коберидзе 45+1' | (протокол) | Мораес 31′ · Марлос 55′ · Алан Патрик 25' · Ракицкий 90+1' | Стадион: им. Юрия Гагарина Зрителей: 5 500 Судья: Анатолий Абдула |
| Десна: Литовка, Люлька, Гитченко, Братков, Мостовой, Огиря, Коберидзе 72' (Старенький 72'), Д. Фаворов , А. Фаворов 46' (Хлёбас 46'), Волков, Филиппов 81' (Ковпак 81') · Остались в запасе: Паст, Головко, Слинкин, Банасевич |                   |            |                                                            |                                                                   |

| 29 июля 2018 2 тур | Мариуполь                   | 1:4        | Десна                            | Мариуполь                                                        |
| 19:30 | Вакула 68′ · Кирюханцев 28' | (протокол) | Хлёбас 3′ 22′ · Филиппов 59′ 78′ | Стадион: им. Владимира Бойко Зрителей: 1 516 Судья: Сергей Бойко |
| Десна: Литовка, Д. Фаворов , Гитченко, Братков, Мостовой, Огиря, Коберидзе, Старенький 75' (Банасевич 75'), Волков 88' (Слинкин 88'), Хлёбас 83' (Ермаков 83'), Филиппов · Остались в запасе: Паст, Головко, А. Фаворов, Ковпак |                             |            |                                  |                                                                  |

| 5 августа 2018 3 тур | Десна                                                                   | 0:2        | Александрия                              | Чернигов                                                            |
| 19:30 | · Мостовой 41' · Люлька 48' · Огиря 76' · Хлёбас 84' · Старенький 90+1' | (протокол) | Банада 6′ · Бондаренко 53′ · Полярус 61' | Стадион: им. Юрия Гагарина Зрителей: 4 080 Судья: Максим Козыряцкий |
| Десна: Литовка, Люлька 71' (Старенький 71'), Гитченко, Братков, Мостовой, Огиря, Коберидзе 56' (А. Фаворов 56'), Д. Фаворов , Волков 67' (Ковпак 67'), Хлёбас, Филиппов · Остались в запасе: Паст, Ермаков, Слинкин, Банасевич |                                                                         |            |                                          |                                                                     |

| 12 августа 2018 4 тур | Черноморец  | 1:0        | Десна | Одесса                                                          |
| 19:30 | Смирнов 72′ | (протокол) |       | Стадион: Черноморец Зрителей: 5 410 Судья: Александр Омельченко |
| Десна: Паст, Люлька 54' (Банасевич 54'), Гитченко, Братков, Мостовой, Огиря, Д. Фаворов , А. Фаворов 82' (Коберидзе 82'), Кисиль 68' (Старенький 68'), Хлёбас, Филиппов · Остались в запасе: Литовка, Головко, Волков, Безбородько |             |            |       |                                                                 |

| 19 августа 2018 5 тур | Десна                                            | 2:2        | Карпаты                                                      | Чернигов                                                             |
| 17:00 | Безбородько 25′ · Д. Фаворов 42′ · Коберидзе 39' | (протокол) | Мирошниченко 58′ · Мегремич 80′ · Эрбес 20' · Карраскаль 62' | Стадион: им. Юрия Гагарина Зрителей: 4 188 Судья: Дмитрий Бондаренко |
| Десна: Паст, Д. Фаворов , Гитченко, Братков, Мостовой, Огиря, Коберидзе, Банасевич 65' (Люлька 65'), А. Фаворов 86' (Ковпак 86'), Хлёбас, Безбородько 67' (Филиппов 67') · Остались в запасе: Литовка, Головко, Старенький, Волков |                                                  |            |                                                              |                                                                      |

| 26 августа 2018 6 тур | Заря         | 0:2        | Десна                            | Запорожье                                                         |
| 19:30 | · Леднев 45' | (протокол) | Старенький 11′ · Безбородько 73′ | Стадион: Славутич-Арена Зрителей: 2 228 Судья: Евгений Арановский |
| Десна: Паст, Д. Фаворов , Гитченко, Братков, Люлька, Огиря, Старенький 86' (Банасевич 86'), А. Фаворов 90' (Ермаков 90'), Мостовой, Филиппов, Безбородько 78' (Коберидзе 78') · Остались в запасе: Литовка, Слинкин, Волков, Ковпак |              |            |                                  |                                                                   |

| 2 сентября 2018 7 тур | Десна                                         | 0:1        | Олимпик                                   | Чернигов                                                          |
| 14:00 | · Огиря 45' · Филиппов 60' · Гитченко 55' 76' | (протокол) | Билоног 54′ · Е. Пасич 39' · Дегтярёв 56' | Стадион: им. Юрия Гагарина Зрителей: 3 567 Судья: Виталий Романов |
| Десна: Паст, Д. Фаворов , Гитченко, Братков, Мостовой, Огиря, Старенький 70' (Банасевич 70'), А. Фаворов, Волков 70' (Картушов 70'), Филиппов, Безбородько 65' (Ковпак 65') · Остались в запасе: Литовка, Ермаков, Слинкин, Коберидзе |                                               |            |                                           |                                                                   |

| 14 сентября 2018 8 тур | Десна                                       | 1:0        | Арсенал-Киев  | Чернигов                                                              |
| 19:00 | А. Фаворов 8′ · Филиппов 46' · Волков 90+3' | (протокол) | · Даценко 32' | Стадион: им. Юрия Гагарина Зрителей: 3 274 Судья: Константин Труханов |
| Десна: Паст, Д. Фаворов , Ермаков, Братков, Мостовой, Огиря, Банасевич 73' (Старенький 73'), А. Фаворов, Картушов, Филиппов 90+2' (Волков 90+2'), Безбородько 64' (Коберидзе 64') · Остались в запасе: Литовка, Слинкин, Якимив, Ковпак |                                             |            |               |                                                                       |

| 23 сентября 2018 9 тур | Динамо                                                            | 4:0        | Десна        | Киев                                                           |
| 17:00 | Бурда 45′ · Вербич 67′ · Кенджора 74′ · Цыганков 87′ · Гармаш 21' | (протокол) | · Братков 7' | Стадион: Олимпийский Зрителей: 10 318 Судья: Екатерина Монзуль |
| Десна: Паст, Д. Фаворов , Гитченко, Братков, Люлька, Огиря, Коберидзе 89' (Банасевич 89'), Картушов, А. Фаворов 72' (Старенький 72'), Мостовой, Безбородько 63' (Хлёбас 63') · Остались в запасе: Литовка, Ермаков, Волков, Ковпак |                                                                   |            |              |                                                                |

| 30 сентября 2018 10 тур | Десна | 0:2        | Ворскла                              | Чернигов                                                               |
| 14:00 |       | (протокол) | Кулач 4′ · Шарпар 62′ · Чеснаков 28' | Стадион: им. Юрия Гагарина Зрителей: 2 847 Судья: Aлександр Омельченко |
| Десна: Паст, Д. Фаворов , Гитченко, Имереков, Люлька, Огиря, Картушов, А. Фаворов 79' (Ковпак 79'), Волков 69' (Старенький 69'), Хлёбас 46' (Ермаков 46'), Филиппов · Остались в запасе: Литовка, Слинкин, Якимив, Банасевич |       |            |                                      |                                                                        |

| 7 октября 2018 11 тур | Львов                   | 1:3        | Десна | Львов                                                       |
| 14:00 | Бруно 52′ · Западня 22' | (протокол) | А. Фаворов 4′ 87′ · Филиппов 28′ · Мостовой 24' · А. Фаворов 25' · Старенький 42' · Ермаков 31' 45' · Картушов 66' · Филиппов 80' · Паст 90+4' | Стадион: Арена Львов Зрителей: 2 131 Судья: Николай Балакин |
| Десна: Паст, Д. Фаворов , Гитченко, Имереков, Мостовой, Ермаков, Старенький 67' (Люлька 67'), А. Фаворов, Картушов, Филиппов 84' (Хлёбас 84'), Безбородько 54' (Братков 54') · Остались в запасе: Литовка, Якимив, Банасевич, Волков |                         |            | |                                                             |

| 19 октября 2018 12 тур | Шахтёр                                            | 1:0        | Десна                                                    | Харьков                                                |
| 19:00 | Майкон 88′ · Кайоде 64' · Мораес 78' · Марлос 90' | (протокол) | · Коберидзе 34' · Мостовой 69' · Паст 81' · Имереков 87' | Стадион: Металлист Зрителей: 4 119 Судья: Сергей Бойко |
| Десна: Паст, Д. Фаворов , Имереков 90+2' (Ковпак 90+2'), Гитченко, Братков, Мостовой, Коберидзе 72' (Люлька 72'), А. Фаворов, Якимив, Филиппов 77' (Хлёбас 77'), Картушов · Остались в запасе: Литовка, Банасевич, Старенький, Волков |                                                   |            |                                                          |                                                        |

| 27 октября 2018 13 тур | Десна              | 2:0        | Мариуполь     | Чернигов                                                          |
| 14:00 | Безбородько 5′ 47′ | (протокол) | · Борячук 41' | Стадион: им. Юрия Гагарина Зрителей: 2 873 Судья: Александр Дердо |
| Десна: Паст, Д. Фаворов , Гитченко 46' (Братков 46'), Имереков, Мостовой, Огиря, Картушов, А. Фаворов, Волков, Хлёбас 77' (Ермаков 77'), Безбородько 90' (Старенький 90') · Остались в запасе: Литовка, Люлька, Якимив, Филиппов |                    |            |               |                                                                   |

| 4 ноября 2018 14 тур | Александрия                                                                                 | 1:1        | Десна                                         | Александрия                                              |
| 14:00 | Запорожан 53′ (пен.) · Банада 31' · Запорожан 65' · Шендрик 67' · Пономарь 70' · Довгий 79' | (протокол) | Гитченко 87′ · Коберидзе 50' · А. Фаворов 71' | Стадион: Ника Зрителей: 1 378 Судья: Владимир Новохатный |
| Десна: Паст, Д. Фаворов , Гитченко, Имереков, Слинкин, Огиря, Коберидзе 65' (Безбородько 65'), Картушов, А. Фаворов, Волков 78' (Старенький 78'), Филиппов 46' (Хлёбас 46') · Остались в запасе: Литовка, Люлька, Братков, Ермаков |                                                                                             |            |                                               |                                                          |

| 10 ноября 2018 15 тур | Десна                                             | 2:0        | Черноморец      | Чернигов                                                               |
| 17:00 | Безбородько 55′ · А. Фаворов 63′ · Д. Фаворов 15' | (протокол) | · Рыжук 28' 42' | Стадион: им. Юрия Гагарина Зрителей: 2 618 Судья: Александр Омельченко |
| Десна: Паст, Д. Фаворов , Братков, Имереков, Слинкин, Огиря, Картушов, А. Фаворов, Волков 81' (Банасевич 81'), Хлёбас 75' (Филиппов 75'), Безбородько 90+2' (Старенький 90+2') · Остались в запасе: Литовка, Люлька, Ермаков, Ковпак |                                                   |            |                 |                                                                        |

| 24 ноября 2018 16 тур | Карпаты                          | 0:2        | Десна                                     | Львов                                                       |
| 14:00 | · Бородай 39' 52' · Мендес 90+1' | (протокол) | Филиппов 27′ · Старенький 44′ · Огиря 86' | Стадион: Украина Зрителей: 1 361 Судья: Константин Труханов |
| Десна: Паст, Д. Фаворов , Братков, Имереков, Мостовой, Огиря, Старенький 82' (Банасевич 82'), А. Фаворов, Картушов, Филиппов 75' (Хлёбас 75'), Безбородько 90+2' (Якимив 90+2') · Остались в запасе: Литовка, Люлька, Ермаков, Слинкин |                                  |            |                                           |                                                             |

| 1 декабря 2018 17 тур | Десна                             | 0:2        | Заря                                              | Киев                                                          |
| 15:00 | · Старенький 29' · А. Фаворов 81' | (протокол) | Силас 23′ · Кабаев 80′ · Вернидуб 54' · Силас 87' | Стадион: Оболонь-Арена Зрителей: 670 Судья: Дмитрий Кривушкин |
| Десна: Паст, Д. Фаворов , Братков, Ермаков, Мостовой, Огиря, Старенький 46' (Банасевич 46'), А. Фаворов 86' (Коберидзе 86'), Картушов, Филиппов, Безбородько 76' (Хлёбас 76') · Остались в запасе: Литовка, Люлька, Имереков, Волков |                                   |            |                                                   |                                                               |

| 9 декабря 2018 18 тур | Олимпик                        | 1:1        | Десна                         | Киев                                                                       |
| 14:00 | Е. Пасич 60′ · Кравченко 90+3' | (протокол) | Д. Фаворов 63′ · Мостовой 13' | Стадион: Динамо им. Валерия Лобановского Зрителей: 330 Судья: Денис Шурман |
| Десна: Паст, Д. Фаворов , Братков, Имереков, Мостовой, Огиря, Волков 70' (Банасевич 70'), А. Фаворов, Картушов, Хлёбас 64' (Безбородько 64'), Филиппов 90' (Ковпак 90') · Остались в запасе: Литовка, Люлька, Ермаков, Коберидзе |                                |            |                               |                                                                            |

| 24 февраля 2019 19 тур | Арсенал-Киев                                                 | 0:2        | Десна                                                                 | Киев                                                                          |
| 14:00 | · Семенюк 32' · Танковский 62' · Башлай 86' · Ориховский 90' | (протокол) | Д. Фаворов 1′ · А. Фаворов 90+1′ (пен.) · Филиппов 54' · Богданов 68' | Стадион: Динамо им. Валерия Лобановского Зрителей: 525 Судья: Александр Дердо |
| Десна: Литовка, Д. Фаворов , Гитченко, Имереков, Слинкин, Огиря, Волков 90+3' (Старенький 90+3'), Богданов 78' (Сергийчук 78'), Картушов, Филиппов, Безбородько 63' (А. Фаворов 63') · Остались в запасе: Паст, Люлька, Парцвания, Немчанинов |                                                              |            |                                                                       |                                                                               |

| 2 марта 2019 20 тур | Десна                                                                           | 1:2        | Динамо                                     | Чернигов                                                        |
| 14:00 | Картушов 83′ · А. Фаворов 22' · Безбородько 40' · Парцвания 70' · Сергийчук 79' | (протокол) | Кенджора 25′ · Буяльский 68′ · Русин 90+1' | Стадион: им. Юрия Гагарина Зрителей: 5 500 Судья: Ярослав Козык |
| Десна: Литовка, Д. Фаворов , Гитченко, Имереков, Парцвания, Немчанинов 64' (Богданов 64'), Огиря 89' (Козак 89'), Мостовой, А. Фаворов, Безбородько 73' (Сергийчук 73'), Картушов · Остались в запасе: Паст, Слинкин, Старенький, Волков |                                                                                 |            |                                            |                                                                 |

| 9 марта 2019 21 тур | Ворскла                                                        | 0:0        | Десна                                                        | Полтава                                                                        |
| 17:00 | · Гиоргадзе 32' · Габелок 60' · Кане 20' 83' · Чижов 39' 90+3' | (протокол) | · Мостовой 54' · Безбородько 71' · Филиппов 72' · Волков 87' | Стадион: Ворскла им. Алексея Бутовского Зрителей: 1 602 Судья: Виталий Романов |
| Десна: Литовка, Д. Фаворов , Гитченко, Имереков, Мостовой, Огиря, Картушов 77' (Козак 77'), Богданов, Волков 88' (Старенький 88'), Филиппов, Сергийчук 60' (Безбородько 60') · Остались в запасе: Паст, Люлька, Парцвания, Немчанинов |                                                                |            |                                                              |                                                                                |

| 17 марта 2019 22 тур | Десна                                                            | 0:1        | Львов                              | Чернигов                                                          |
| 17:00 | · А. Фаворов 28' · Д. Фаворов 41' · Мостовой 85' · Сергийчук 90' | (протокол) | Педро 58′ · Мартан 33' · Педро 85' | Стадион: им. Юрия Гагарина Зрителей: 4 643 Судья: Дмитрий Кутаков |
| Десна: Литовка, Д. Фаворов , Гитченко, Имереков, Мостовой, Богданов, Козак 55' (Сергийчук 55'), А. Фаворов, Волков 75' (Парцвания 75'), Филиппов 83' (Картушов 83'), Безбородько · Остались в запасе: Паст, Немчанинов, Огиря, Старенький |                                                                  |            |                                    |                                                                   |

| 6 апреля 2019 23 тур | Олимпик                  | 0:2        | Десна                                                             | Киев                                                                                |
| 14:00 | · Матар 26' · Гришко 87' | (протокол) | Д. Фаворов 20′ · Старенький 70′ · А. Фаворов 54' · Д. Фаворов 89' | Стадион: Динамо им. Валерия Лобановского Зрителей: 1 470 Судья: Константин Труханов |
| Десна: Паст, Д. Фаворов , Гитченко, Имереков, Слинкин, Огиря, Старенький 85' (Люлька 85'), А. Фаворов, Богданов 88' (Парцвания 88'), Картушов, Филиппов 81' (Сергийчук 81') · Остались в запасе: Литовка, Волков, Хлёбас, Безбородько |                          |            |                                                                   |                                                                                     |

| 14 апреля 2019 24 тур | Десна                                                | 2:1        | Карпаты              | Чернигов                                                            |
| 14:00 | Картушов 8′ · Д. Фаворов 72′ (пен.) · А. Фаворов 29' | (протокол) | Швед 18′ · Онгла 83' | Стадион: им. Юрия Гагарина Зрителей: 2 861 Судья: Екатерина Монзуль |
| Десна: Паст, Д. Фаворов , Гитченко, Имереков, Слинкин, Огиря, Старенький 73' (Волков 73'), А. Фаворов, Богданов 90+2' (Парцвания 90+2'), Картушов, Филиппов 40' (Сергийчук 40') · Остались в запасе: Литовка, Люлька, Хлёбас, Безбородько |                                                      |            |                      |                                                                     |

| 23 апреля 2019 25 тур | Ворскла                                                                       | 3:3        | Десна                                                         | Полтава                                                                            |
| 19:30 | Габелок 52′ · Шарпар 62′ (пен.) · Карека 71′ · Мартыненко 29' · Кобахидзе 55' | (протокол) | Сергийчук 2′ 42′ · Хлёбас 14′ · Мостовой 27' · А. Фаворов 84' | Стадион: Ворскла им. Алексея Бутовского Зрителей: 1 215 Судья: Владимир Новохатний |
| Десна: Паст, Д. Фаворов , Парцвания, Имереков, Мостовой, Огиря, Старенький 72' (Люлька 72'), А. Фаворов, Богданов, Хлёбас 58' (Картушов 58'), Сергийчук 75' (Безбородько 75') · Нереализованный пенальти: А. Фаворов 29' · Остались в запасе: Литовка, Слинкин, Якимив, Волков |                                                                               |            |                                                               |                                                                                    |

| 29 апреля 2019 26 тур | Арсенал-Киев                         | 2:0        | Десна                                                   | Киев                                                                           |
| 17:00 | Авагимян 11′ · Ориховский 27′ (пен.) | (протокол) | · Слинкин 26' · Имереков 30' · Огиря 40' · Филиппов 55' | Стадион: Динамо им. Валерия Лобановского Зрителей: 307 Судья: Юрий Можаровский |
| Десна: Литовка, Д. Фаворов , Гитченко, Имереков, Слинкин 54' (Волков 54'), Огиря, Картушов, Якимив 46' (Люлька 46'), Мостовой, Филиппов, Сергийчук 78' (Хлёбас 78') · Остались в запасе: Паст, Парцвания, Старенький, Безбородько |                                      |            |                                                         |                                                                                |

| 5 мая 2019 27 тур | Десна                                                                                         | 2:4        | Черноморец                                                                                             | Чернигов                                                       |
| 17:00 | Д. Фаворов 13′ · Гитченко 22′ · Немчанинов 18' · Богданов 19' · А. Фаворов 46' · Картушов 56' | (протокол) | Вильхамссон 19′ 86′ · Павлов 90′ · Мусолитин 90+4′ · Коваль 36' · Бабенко 43' · Рыжук 79' · Павлов 88' | Стадион: им. Юрия Гагарина Зрителей: 3 074 Судья: Иван Бондарь |
| Десна: Литовка, Люлька 76' (Сергийчук 76'), Гитченко, Имереков, Немчанинов, Богданов, Д. Фаворов , А. Фаворов, Картушов, Хлёбас 73' (Филиппов 73'), Безбородько 84' (Парцвания 84') · Остались в запасе: Паст, Старенький, Мостовой, Волков |                                                                                               |            | |                                                                |

| 12 мая 2019 28 тур | Десна                                            | 2:1        | Олимпик                              | Чернигов                                                              |
| 14:00 | Д. Фаворов 15′ · Филиппов 48′ · А. Фаворов 90+4' | (протокол) | Матар 51′ · Кравчук 31' · Гришко 62' | Стадион: им. Юрия Гагарина Зрителей: 2 496 Судья: Константин Труханов |
| Десна: Паст, Д. Фаворов , Гитченко, Имереков, Мостовой, Огиря, Картушов 90+2' (Якимив 90+2'), А. Фаворов, Богданов, Волков 78' (Сергийчук 78'), Филиппов 85' (Безбородько 85') · Остались в запасе: Литовка, Парцвания, Старенький, Хлёбас |                                                  |            |                                      |                                                                       |

| 18 мая 2019 29 тур | Карпаты                                                           | 2:0        | Десна                                         | Львов                                                   |
| 17:00 | Понде 52′ · Мякушко 77′ · Йода 50' 51' · Понде 64' · Нестеров 86' | (протокол) | · А. Фаворов 24' · Д. Фаворов 51' · Огиря 76' | Стадион: Украина Зрителей: 777 Судья: Максим Козыряцкий |
| Десна: Паст, Д. Фаворов , Гитченко, Имереков, Мостовой, Огиря, Старенький 60' (Козак 60'), А. Фаворов 60' (Безбородько 60'), Богданов 73' (Хлёбас 73'), Картушов, Филиппов · Остались в запасе: Литовка, Немчанинов, Якимив, Сергийчук |                                                                   |            |                                               |                                                         |

| 21 мая 2019 30 тур | Десна             | 0:1        | Ворскла                                                                             | Чернигов                                                          |
| 17:00 | · Безбородько 45' | (протокол) | Петрович 30′ · Коломоец 38' · Васин 63' · Ткаченко 80' · Шехич 82' · Мартыненко 86' | Стадион: им. Юрия Гагарина Зрителей: 2 059 Судья: Дмитрий Кутаков |
| Десна: Литовка, Парцвания, Имереков, Немчанинов, Мостовой, Огиря , Сергийчук 46' (Картушов 46'), А. Фаворов, Волков 75' (Богданов 75'), Хлёбас, Безбородько 75' (Филиппов 75') · Остались в запасе: Татаренко, Слинкин, Якимив, Старенький |                   |            |                                                                                     |                                                                   |

| 25 мая 2019 31 тур | Десна                                                                        | 1:0        | Арсенал-Киев   | Чернигов                                                          |
| 17:00 | Богданов 31′ · Мостовой 63' · А. Фаворов 65' · Д. Фаворов 73' · Картушов 89' | (протокол) | · Пидкивка 76' | Стадион: им. Юрия Гагарина Зрителей: 2 040 Судья: Анатолий Абдула |
| Десна: Паст, Д. Фаворов , Имереков, Немчанинов, Мостовой, Огиря, Картушов, А. Фаворов 90+2' (Белич 90+2'), Богданов, Волков 78' (Старенький 78'), Филиппов 83' (Безбородько 83') · Нереализованный пенальти: Д. Фаворов 8' · Остались в запасе: Литовка, Парцвания, Слинкин, Хлёбас |                                                                              |            |                |                                                                   |

#### Кубок Украины
| 26 сентября 2018 3 раунд | Кристалл                                                             | 2:3        | Десна                                                              | Херсон                                                |
| 15:00 | Барладым 76′ · Брыжчук 90+3′ · Малыш 30' · Шевцов 41' · Игнатьев 71' | (протокол) | Д. Фаворов 52′ · Волков 60′ · Хлёбас 81′ · Якимив 58' · Волков 70' | Стадион: Кристалл Зрителей: 1 626 Судья: Иван Бондарь |
| Десна: Литовка, Д. Фаворов , Ермаков, Имереков, Мостовой 73' (Гитченко 73'), Огиря, Банасевич 46' (Картушов 46'), Якимив, Волков, Хлёбас, Ковпак 46' (Филиппов 46') · Остались в запасе: Паст, Люлька, Старенький, А. Фаворов |                                                                      |            |                                                                    |                                                       |

| 31 октября 2018 1/8 финала | Десна                                                                                        | 1:1 (доп. вр.) (4:5 пен.)                       | Заря                                                     | Чернигов                                                       |
| 19:30 | Безбородько 37′ · Люлька 47' · Д. Фаворов 72' · Ермаков 76' · Имереков 90' · Старенький 105' | (протокол)                                      | Леднев 84′ · Михайличенко 28' · Литвин 71' · Харатин 75' | Стадион: им. Юрия Гагарина Зрителей: 4 081 Судья: Иван Бондарь |
| | Пенальти                                                                                     |                                                 |                                                          |                                                                |
| А. Фаворов · Филиппов · Картушов · Хлёбас · Д. Фаворов |                                                                                              | Караваев · Громов · Леонардо · Леднев · Харатин |                                                          |                                                                |
| Десна: Литовка, Люлька, Братков, Имереков, Мостовой 68' (Картушов 68'), Ермаков, Д. Фаворов , Якимив 90' (А. Фаворов 90'), Старенький 112' (Волков 112'), Филиппов, Безбородько 106' (Хлёбас 106') · Остались в запасе: Паст, Слинкин, Коберидзе |                                                                                              |                                                 |                                                          |                                                                |

### Статистика выступлений в Премьер-лиге
| Итого | Итого | Итого | Итого | Итого | Итого | Итого | Итого | Дома | Дома | Дома | Дома | Дома | Дома | На выезде | На выезде | На выезде | На выезде | На выезде | На выезде |
| И     | О     | В     | Н     | П     | МЗ    | МП    | РМ    | В    | Н    | П    | МЗ   | МП   | РМ   | В         | Н         | П         | МЗ        | МП        | РМ        |
| ----- | ----- | ----- | ----- | ----- | ----- | ----- | ----- | ---- | ---- | ---- | ---- | ---- | ---- | --------- | --------- | --------- | --------- | --------- | --------- |
| 31    | 41    | 12    | 5     | 14    | 35    | 38    | −3    | 6    | 1    | 9    | 15   | 21   | −6   | 6         | 4         | 5         | 20        | 17        | +3        |

#### График движения команды в таблице чемпионата по турам
| 11 |

| 4 |

| 8 |

| 9 |

| 9 |

| 6 |

| 9 |

| 6 |

| 7 |

| 9 |

| 7 |

| 9 |

| 7 |

| 7 |

| 6 |

| 5 |

| 7 |

| 6 |

| 6 |

| Премьер-лига | Место в таблице |

| Премьер-лига | Место в таблице |

### Зимний перерыв
| 20 января 2019 Товарищеский матч | Десна | 0:1     | Дунэря     | Турция |
|                                  |       | (отчёт) | Ндиайе 60′ |        |

| 21 января 2019 Товарищеский матч | Десна  | 1:2 | Сабаил                        | Сиде |
| | Волков |     | О. Гурбанлы 39′ · Кубемба 70′ |      |
| Десна: Стартовый состав: Паст, Д. Фаворов , Имереков, Ульянов, Мостовой, Якимив, Картушов, А. Фаворов, Банасевич, Филиппов, Безбородько |        |     |                               |      |

| 25 января 2019 Товарищеский матч | Десна | 0:1     | Ольборг     | Турция |
| 14:00 |       | (отчёт) | Педерсен 5′ |        |
| Десна: 1 тайм: Паст, Д. Фаворов , Гитченко, Ульянов, Мостовой, Якимив, Картушов, А. Фаворов, Волков, Филиппов, Сергийчук 2 тайм: Паст, Люлька, Имереков, Немчанинов, Слинкин, Огиря, Банасевич, Шала, Старенький, Хлёбас, Безбородько |       |         |             |        |

| 26 января 2019 Товарищеский матч | Десна       | 1:0     | Приштина | Турция |
| | Слинкин 53′ | (отчёт) |          |        |
| Десна: 1 тайм: Татаренко, Люлька, Гитченко, Имереков, Немчанинов, Огиря, Волков, Мостовой, Старенький, Хлёбас, Аршакян · 2 тайм: Паст, Д. Фаворов, Ульянов, Гитченко, Слинкин, Огиря 59' (А. Фаворов 59'), Амеди 75' (Банасевич 75'), Якимив, Сергийчук, Филиппов 75' (Картушов 75'), Безбородько 83' (Белич 83') |             |         |          |        |

| 30 января 2019 Товарищеский матч | Десна        | 1:1     | Младост      | Турция |
| | Богданов 16′ | (отчёт) | Маркоски 28′ |        |
| Десна: 1 тайм: Паст, Люлька, Гитченко, Имереков, Немчанинов, Огиря , Козак, Богданов, Картушов, Сергийчук, Безбородько 2 тайм: Татаренко, Старенький, Имереков, Слинкин, Мостовой, Якимив, Банасевич, А. Фаворов, Белич, Филиппов, Аршакян |              |         |              |        |

| 8 февраля 2019 Товарищеский матч | Десна | 0:1     | Петролул | Турция |
| |       | (отчёт) | ? 1′     |        |
| Десна: Стартовый состав: Татаренко, Д. Фаворов , Имереков, Немчанинов, Слинкин, Богданов, Волков, А. Фаворов, Старенький, Филиппов, Аршакян |       |         |          |        |

| 9 февраля 2019 Товарищеский матч | Десна                                                               | 4:0     | Кайсар | Анталья |
| | Сергийчук 21′ · Безбородько 29′ (пен.) · Аршакян 69′ · Филиппов 74′ | (отчёт) |        |         |
| Десна: Паст, Люлька 76' (Д. Фаворов 76'), Гитченко 76' (Слинкин 76'), Баенко 68' (Имереков 68'), Мостовой 76' (А. Фаворов 76'), Огиря 68' (Богданов 68'), Картушов 68' (Волков 68'), Якимив 68' (Немчанинов 68'), Козак 60' (Старенький 60'), Сергийчук 60' (Филиппов 60'), Безбородько 68' (Аршакян 68') |                                                                     |         |        |         |

| 12 февраля 2019 Товарищеский матч | Десна                      | 2:0     | Динамо (Батуми) | Турция |
| | Сергийчук 32′ · Волков 35′ | (отчёт) |                 |        |
| Десна: Литовка, Люлька 72' (Д. Фаворов 72'), Баенко 72' (Имереков 72'), Немчанинов 46' (Гитченко 46'), Слинкин 72' (А. Фаворов 72'), Богданов 61' (Белич 61'), Якимив 72' (Огиря 72'), Мостовой 72' (Картушов 72'), Сергийчук 62' (Козак 62'), Аршакян 72' (Безбородько 72'), Волков 46' (Старенький 46') |                            |         |                 |        |

| 14 февраля 2019 Товарищеский матч | Десна | 0:2     | Днепр-1                        | Сиде |
| |       | (отчёт) | Назаренко 50′ · Загальский 81′ |      |
| Десна: Паст, Д. Фаворов , Гитченко 62' (Баенко 62'), Имереков, Немчанинов 62' (Мостовой 62'), Огиря, Картушов 62' (Сергийчук 62'), А. Фаворов 62' (Аршакян 62'), Козак 62' (Волков 62'), Филиппов 84' (Старенький 84'), Безбородько 46' (Богданов 46') |       |         |                                |      |

| 17 февраля 2019 Товарищеский матч                                                                                                | Десна | 1:2     | Гандзасар | Анталья |
| 14:00 | Козак | (отчёт) | ? · ?     |         |
| Десна: Стартовый состав: Паст, Люлька, Немчанинов, Баенко, Слинкин, Якимив, Мостовой , Белич, Старенький, Сергийчук, Безбородько |       |         |           |         |

| 18 февраля 2019 Товарищеский матч | Десна                             | 4:0     | Рустави | Турция |
|                                   | Д. Фаворов · Волков · Безбородько | (отчёт) |         |        |

| 23 марта 2019 Товарищеский матч | Минск | 0:3     | Десна                                     | Минск                       |
| 13:00                           |       | (отчёт) | Старенький 21′ · Козак 25′ · Филиппов 84′ | Стадион: Стадион ФК «Минск» |

| 24 марта 2019 Товарищеский матч | Энергетик-БГУ    | 1:2     | Десна                        | Минск             |
| 13:00                           | В. Садовский 81′ | (отчёт) | Сергийчук 54′ · Богданов 73′ | Стадион: РЦОР-БГУ |

| 26 марта 2019 Товарищеский матч | Белшина | 0:3     | Десна                             | Белоруссия |
|                                 |         | (отчёт) | Хлёбас ? · Филиппов ? · Слинкин ? |            |

| 29 марта 2019 Товарищеский матч | Десна                       | 2:2     | Полесье (Житомир)         | Счастливое             |
| 15:00 | Старенький 44′ · Хлёбас 62′ | (отчёт) | Тарануха 12′ · Шаврин 60′ | Стадион: Арсенал-Арена |
| Десна: Стартовый состав: Литовка, Люлька, Гитченко, Немчанинов, Мостовой, Огиря, Старенький, Богданов, Волков, Филиппов, Сергийчук |                             |         |                           |                        |

## Статистика

### Матчи и голы
| №  | Поз. | Имя                | Премьер-лига | Премьер-лига | Кубок Украины | Кубок Украины | Итого | Итого | Карточки     | Карточки |
| №  | Поз. | Имя                | Игры         | Голы         | Игры          | Голы          | Игры  | Голы  | Предупреждён | Red card |
| -- | ---- | ------------------ | ------------ | ------------ | ------------- | ------------- | ----- | ----- | ------------ | -------- |
| 45 | Защ  | Денис Фаворов      | 31           | 7            | 2             | 1             | 33    | 8     | 7            | 0        |
| 10 | Нап  | Александр Филиппов | 28           | 5            | 2             | 0             | 30    | 5     | 6            | 0        |
| 7  | ПЗ   | Владислав Огиря    | 28           | 0            | 1             | 0             | 29    | 0     | 6            | 0        |
| 19 | ПЗ   | Артём Фаворов      | 28           | 5            | 1             | 0             | 29    | 5     | 12           | 0        |
| 12 | ПЗ   | Егор Картушов      | 26           | 2            | 2             | 0             | 28    | 2     | 3            | 0        |
| 22 | ПЗ   | Андрей Мостовой    | 24           | 0            | 2             | 0             | 26    | 0     | 8            | 0        |
| 17 | Защ  | Андрей Гитченко    | 24           | 2            | 1             | 0             | 25    | 2     | 0            | 1        |
| 20 | Нап  | Денис Безбородько  | 23           | 5            | 1             | 1             | 24    | 6     | 3            | 0        |
| 32 | Защ  | Максим Имереков    | 21           | 0            | 2             | 0             | 23    | 0     | 3            | 0        |
| 9  | Нап  | Дмитрий Хлёбас     | 21           | 3            | 2             | 1             | 23    | 4     | 3            | 0        |
| 27 | ПЗ   | Сергей Старенький  | 22           | 3            | 1             | 0             | 23    | 3     | 4            | 0        |
| 44 | Вр   | Евгений Паст       | 21           | −23          | 0             | 0             | 21    | −23   | 2            | 0        |
| 89 | ПЗ   | Александр Волков   | 19           | 0            | 2             | 1             | 21    | 1     | 3            | 0        |
| 4  | Защ  | Антон Братков      | 16           | 0            | 1             | 0             | 17    | 0     | 1            | 0        |
| 21 | Защ  | Сергей Люлька      | 13           | 0            | 1             | 0             | 14    | 0     | 2            | 0        |
| 72 | Вр   | Игорь Литовка      | 11           | −18          | 2             | −3            | 13    | −21   | 0            | 0        |
| 90 | ПЗ   | Андрей Богданов    | 13           | 1            | 0             | 0             | 13    | 1     | 2            | 0        |
| 8  | ПЗ   | Максим Банасевич   | 11           | 0            | 1             | 0             | 12    | 0     | 0            | 0        |
| 79 | Нап  | Михаил Сергийчук   | 11           | 2            | 0             | 0             | 11    | 2     | 2            | 0        |
| 13 | ПЗ   | Лука Коберидзе     | 11           | 0            | 0             | 0             | 11    | 0     | 4            | 0        |
| 5  | Защ  | Виталий Ермаков    | 7            | 0            | 2             | 0             | 9     | 0     | 1            | 1        |
| 33 | Защ  | Андрей Слинкин     | 8            | 0            | 0             | 0             | 8     | 0     | 1            | 0        |
| 3  | Защ  | Темур Парцвания    | 8            | 0            | 0             | 0             | 8     | 0     | 1            | 0        |
| 29 | Нап  | Александр Ковпак   | 7            | 0            | 1             | 0             | 8     | 0     | 0            | 0        |
| 14 | ПЗ   | Андрей Якимив      | 4            | 0            | 2             | 0             | 6     | 0     | 1            | 0        |
| 23 | Защ  | Дмитрий Немчанинов | 5            | 0            | 0             | 0             | 5     | 0     | 1            | 1        |
| 18 | ПЗ   | Михаил Козак       | 4            | 0            | 0             | 0             | 4     | 0     | 0            | 0        |
| 11 | ПЗ   | Руслан Кисиль      | 1            | 0            | 0             | 0             | 1     | 0     | 0            | 0        |
| 15 | ПЗ   | Ренат Мочуляк      | 1            | 0            | 0             | 0             | 1     | 0     | 0            | 0        |
| 16 | ПЗ   | Евгений Белич      | 1            | 0            | 0             | 0             | 1     | 0     | 0            | 0        |
| 18 | Защ  | Александр Головко  | 0            | 0            | 0             | 0             | 0     | 0     | 0            | 0        |
| 35 | Вр   | Максим Татаренко   | 0            | 0            | 0             | 0             | 0     | 0     | 0            | 0        |
| 11 | Нап  | Роман Вовк         | 0            | 0            | 0             | 0             | 0     | 0     | 0            | 0        |

В графе «Голы» после знака − указаны пропущенные мячи (для вратарей).
1. 1 2 3  Покинул клуб в зимнее трансферное окно в январе 2019 года.
2. 1 2  Отправился в аренду в зимнее трансферное окно.

## Трансферы

### Пришли в клуб
| Дата                                    | Поз. | Футболист          | Из клуба          | Условия            |
| --------------------------------------- | ---- | ------------------ | ----------------- | ------------------ |
| Летнее трансферное окно (2018 г.)       |      |                    |                   |                    |
| 8 июня 2018                             | Вр   | Евгений Паст       | Звезда            | контракт на 2 года |
| 12 июня 2018                            | Защ  | Андрей Гитченко    | Александрия       | контракт на 2 года |
| 15 июня 2018                            | Защ  | Сергей Люлька      | Черноморец        | контракт на 2 года |
| 21 июня 2018                            | Защ  | Антон Братков      | Звезда            | контракт на 1 год  |
| 23 июня 2018                            | ПЗ   | Сергей Старенький  | Александрия       | контракт на 1 год  |
| 23 июня 2018                            | ПЗ   | Руслан Кисиль      | Олимпик           | контракт на 1 год  |
| 24 июня 2018                            | ПЗ   | Евгений Белич      | воспитанник клуба |                    |
| 10 июля 2018                            | Нап  | Александр Ковпак   | Полтава           | контракт на 1 год  |
| 11 июля 2018                            | Нап  | Дмитрий Хлёбас     | Динамо            | контракт на 3 года |
| 23 июля 2018                            | ПЗ   | Андрей Якимив      | Сталь             |                    |
| 9 августа 2018                          | Вр   | Максим Татаренко   | Звезда            |                    |
| 20 сентября 2018                        | Защ  | Максим Имереков    | Эрмис             |                    |
| Зимнее трансферное окно (2018—2019 гг.) |      |                    |                   |                    |
| 16 января 2019                          | ПЗ   | Андрей Богданов    | Арка              |                    |
| 18 января 2019                          | Нап  | Михаил Сергийчук   | Ворскла           |                    |
| 18 января 2019                          | Защ  | Дмитрий Немчанинов | Крылья Советов    |                    |
| 9 февраля 2019                          | ПЗ   | Михаил Козак       | Рух               |                    |
| 20 февраля 2019                         | Защ  | Темур Парцвания    | Кишварда          |                    |
| 1 марта 2019                            | ПЗ   | Ренат Мочуляк      | Черноморец        |                    |

### Ушли из клуба
| Летнее трансферное окно (2018 г.)       |     |                   |                         |
| 17 июня 2018                            | ПЗ  | Леван Арвеладзе   | Заря                    |
| 30 июня 2018                            | Защ | Вадим Мельник     | завершил карьеру игрока |
| 30 июня 2018                            | ПЗ  | Павел Щедраков    | завершил карьеру игрока |
| 9 июля 2018                             | Защ | Кирилл Сидоренко  | ВПК-Агро                |
| 9 июля 2018                             | Защ | Гиорги Гадрани    | Дила                    |
| 9 июля 2018                             | ПЗ  | Евгений Чумак     | Шевардени-1906          |
| лето 2018                               | Вр  | Олег Шевченко     | Авангард (Корюковка)    |
| 1 сентября 2018                         | ПЗ  | Руслан Кисиль     | Колос                   |
| 21 сентября 2018                        | Нап | Денис Галенков    | Полесье                 |
| 27 сентября 2018                        | Защ | Александр Головко | Горняк-Спорт            |
| Зимнее трансферное окно (2018—2019 гг.) |     |                   |                         |
| 12 января 2019                          | ПЗ  | Лука Коберидзе    | Металлист 1925          |
| 15 января 2019                          | Нап | Александр Ковпак  | Арсенал-Киев            |
| 16 января 2019                          | Защ | Антон Братков     | Хапоэль (Петах-Тиква)   |
| зима 2019                               | ПЗ  | Вадим Бовтрук     | Диназ                   |
| 1 марта 2019                            | ПЗ  | Илья Коваленко    | Ингулец                 |
| 2 марта 2019                            | Вр  | Сергей Мелашенко  | Горняк                  |

### Отправлены в аренду
| Начало аренды                           | Окончание аренды | Поз. | Футболист             | В клуб   |
| --------------------------------------- | ---------------- | ---- | --------------------- | -------- |
| Летнее трансферное окно (2018 г.)       |                  |      |                       |          |
| 11 июня 2018                            | 1 марта 2019     | ПЗ   | Илья Коваленко        | Ингулец  |
| 26 июня 2018                            | 30 июня 2019     | Нап  | Игорь Кириенко        | Авангард |
| 18 июля 2018                            | 30 июня 2019     | Вр   | Константин Махновский | Олимпик  |
| 20 июля 2018                            | январь 2019      | ПЗ   | Вадим Бовтрук         | Сумы     |
| 27 августа 2018                         | 2 марта 2019     | Вр   | Сергей Мелашенко      | Минай    |
| Зимнее трансферное окно (2018—2019 гг.) |                  |      |                       |          |
| 10 января 2019                          | 30 июня 2019     | Защ  | Виталий Ермаков       | Авангард |
| 10 февраля 2019                         | 30 июня 2019     | ПЗ   | Максим Банасевич      | Колос    |

## Тренерский штаб

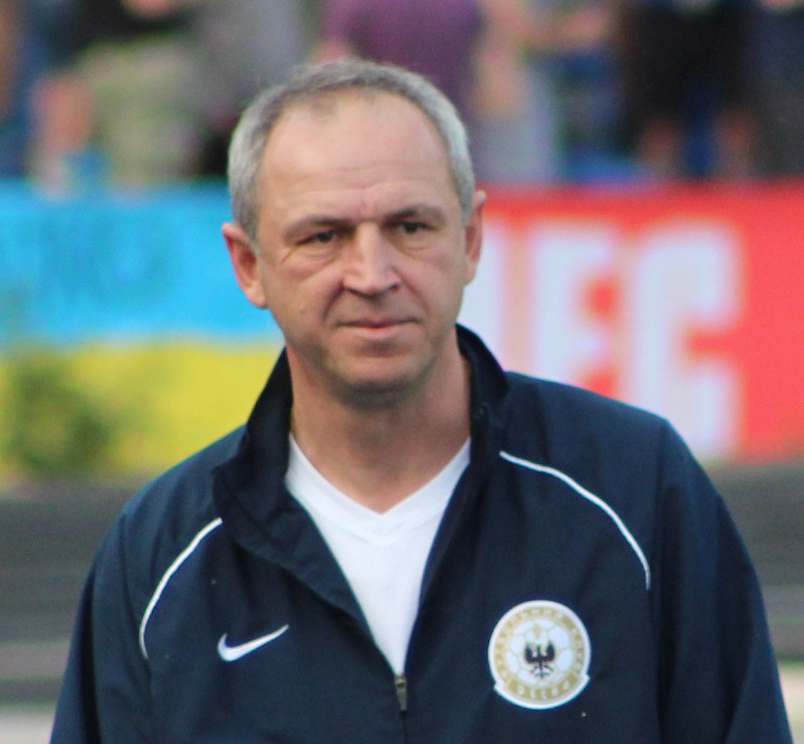
Главный тренер «Десны» Александр Рябоконь

| Должность                         | Имя                                                                  |
| --------------------------------- | -------------------------------------------------------------------- |
| Главный тренер                    | Александр Рябоконь                                                   |
| Ассистент главного тренера        | Александр Приходько                                                  |
| Тренер вратарей                   | Юрий Овчаров                                                         |
| Тренер по физической подготовке   | Олег Томашевский                                                     |
| Главный тренер команды до 21 года | Вадим Мельник (до 23 ноября 2018) Александр Пищур (с 23 ноября 2018) |
| Тренер команды до 21 года         | Павел Щедраков                                                       |
| Тренер команды до 21 года         | Сергей Бакун                                                         |
| Главный тренер команды до 19 лет  | Александр Пищур (до 5 октября 2018) Вадим Мельник (с 5 октября 2018) |

## Результаты матчей молодёжной и юношеской команд

### Молодёжная команда
| Дата             | Соперник     | Д / В | Счёт | Авторы голов за «Десну»                                                                      |
| ---------------- | ------------ | ----- | ---- | -------------------------------------------------------------------------------------------- |
| 24 июля 2018     | Шахтёр       | Д     | 1:2  | Якимив, 8'                                                                                   |
| 28 июля 2018     | Мариуполь    | В     | 2:2  | Шарило, 10', Якимив, 85'                                                                     |
| 4 августа 2018   | Александрия  | Д     | 0:4  |                                                                                              |
| 11 августа 2018  | Черноморец   | В     | 0:1  |                                                                                              |
| 18 августа 2018  | Карпаты      | Д     | 2:2  | Вовк, 8', Ермаков, 34'                                                                       |
| 25 августа 2018  | Заря         | В     | 2:2  | Шарило, 24', 85'                                                                             |
| 1 сентября 2018  | Олимпик      | Д     | 0:0  |                                                                                              |
| 13 сентября 2018 | Арсенал-Киев | Д     | 1:4  | Якимив, 80'                                                                                  |
| 22 сентября 2018 | Динамо       | В     | 0:7  |                                                                                              |
| 6 октября 2018   | Львов        | В     | 2:3  | Вовк, 58', Шарило, 76'                                                                       |
| 19 октября 2018  | Шахтёр       | В     | 0:4  |                                                                                              |
| 26 октября 2018  | Мариуполь    | Д     | 1:2  | Попинака, 52'                                                                                |
| 3 ноября 2018    | Александрия  | В     | 1:4  | Вовк, 79'                                                                                    |
| 9 ноября 2018    | Черноморец   | Д     | 0:2  |                                                                                              |
| 23 ноября 2018   | Карпаты      | В     | 2:1  | Сердюк, 59', Вовк, 65'                                                                       |
| 30 ноября 2018   | Заря         | Д     | 1:3  | Вовк, 57'                                                                                    |
| 8 декабря 2018   | Олимпик      | В     | 0:3  |                                                                                              |
| 23 февраля 2019  | Арсенал-Киев | В     | 2:1  | Руденко, 54', Сердюк, 71                                                                     |
| 1 марта 2019     | Динамо       | В     | 0:8  |                                                                                              |
| 8 марта 2019     | Ворскла      | В     | 0:6  |                                                                                              |
| 15 марта 2019    | Львов        | Д     | 6:1  | Мочуляк, 19', 21', Вовк, 24', 90+2', Сердюк, 44', Хлёбас, 76'                                |
| 2 апреля 2019    | Львов        | В     | 1:3  | Вовк, 57'                                                                                    |
| 13 апреля 2019   | Карпаты      | Д     | 4:0  | Хлёбас, 6', 10', 37', Мостовой, 62'                                                          |
| 22 апреля 2019   | Олимпик      | В     | +:-  |                                                                                              |
| 27 апреля 2019   | Мариуполь    | В     | 0:3  |                                                                                              |
| 4 мая 2019       | Черноморец   | Д     | 2:0  | Якимив, 28', Вовк, 35'                                                                       |
| 10 мая 2019      | Львов        | Д     | 7:2  | Якимив, 10', Белич, 20', Старенький, 35', Вовк, 42', Чайка, 65', Мочуляк, 68', Попинака, 81' |
| 16 мая 2019      | Карпаты      | В     | 1:2  | Вовк, 83'                                                                                    |
| 20 мая 2019      | Олимпик      | Д     | +:-  |                                                                                              |
| 25 мая 2019      | Мариуполь    | Д     | 1:3  | Вовк, 13'                                                                                    |

### Юношеская команда
| Дата             | Соперник    | Д / В | Счёт | Авторы голов за «Десну» |
| ---------------- | ----------- | ----- | ---- | ----------------------- |
| 10 августа 2018  | Динамо      | В     | 1:10 | Белич, 50'              |
| 17 августа 2018  | Львов       | В     | 1:4  | Бабор, 74'              |
| 31 августа 2018  | Карпаты     | Д     | 0:2  |                         |
| 14 сентября 2018 | Волынь      | В     | 0:3  |                         |
| 21 сентября 2018 | Мариуполь   | Д     | 0:3  |                         |
| 28 сентября 2018 | Металлург   | В     | 0:10 |                         |
| 5 октября 2018   | Черноморец  | Д     | 1:2  | Бакун, 23'              |
| 18 октября 2018  | Ворскла     | В     | 1:6  | Приходько, 37'          |
| 26 октября 2018  | Заря        | Д     | 0:1  |                         |
| 2 ноября 2018    | Александрия | В     | 0:8  |                         |
| 8 ноября 2018    | Арсенал     | Д     | 1:4  | Заворотный , 57'        |
| 17 ноября 2018   | Шахтёр      | Д     | 0:8  |                         |
| 23 ноября 2018   | Олимпик     | В     | 0:6  |                         |
| 1 декабря 2018   | Динамо      | В     | 1:6  | Белич, 63'              |

### Комментарии
1. ↑  Распространённое прозвище «Десны».